# 早期アクセス
早期アクセス（そうきアクセス）またはアーリーアクセス (Early access) は、コンピュータゲーム業界における資金調達モデル。
消費者が様々な開発段階（プレアルファ、アルファ、ベータ）にあるゲームに金を支払うことができ、ゲームの準完全版のリリースへのアクセスを得ることができる。一方、開発者にとってはこれらの資金をゲームの制作継続に充てることができる。早期アクセスのゲームに金を払う人たちは通常、ゲームのデバッグの協力やフィードバックの提供とゲームについての提案を行うほか、ゲーム内の特別物資にアクセスすることができる場合もある。早期アクセスの手法はインディーゲームの資金調達手段として一般的であり、クラウドファンディングなどの他の資金調達メカニズムと共に利用されることもある。多くのクラウドファンディングのプロジェクトは、開発の進行に応じてゲームのアルファ版およびベータ版へのアクセスを提供することを約束する。しかし、資金を求めるがプレイ可能なゲームを用意していない一部のプロジェクトとは異なり、すべての早期アクセスゲームはゲームの未完成版をプレイヤーに即時提供する。

## 歴史
伝統的に、ゲームのパブリッシャーは自社製品の未完成版を一般販売することはないが、その代わりに社内での秘密保持契約下のテストに頼っている。これはそのようなバージョンがソフトウェア海賊版の標的になることを防止し、競合に情報が渡る蓋然性を抑止することになる。そのため、パブリッシャーはゲーム完成までの開発費全額を拠出するが、実験的な作品へのリスクを取ることに消極的になる。一部のケースではパブリッシャーはゲームのベータ版へのアクセスを制御された環境でプレイヤーが購入・獲得できる手法をとっている。例えば、『Halo 3』のマルチプレイヤー部分のベータ版の招待状はゲーム『ライオットアクト』 に同梱され、同作の高い売上に寄与した。
通常パブリッシャーなしで配信されるインディーゲームにおいては開発資金調達源は容易に利用できない。小規模なインディーズ企業の多くは個人の基金を使用しているが、大規模なインディーズ企業は他からの出資を受けることがある。そして最近は「Kickstarter」のような企業規模にかかわらず利用可能であることが証明されているクラウドファンディングプログラムがある。インディーズ開発者にはリリース前のゲームのテスト手段、パブリッシャーのリソースの欠如、リリース前に十分なフィードバックを得られないという他の難点も存在する。
早期アクセスのコンセプトは両方の問題を緩和するのに役立つ。ゲームへの早期アクセスは通常ゲームがプレイできる状態であるが、機能の完全実装が完了していないまたは発見されるべきいくつかのソフトウェアバグがまだ存在している可能性がある。多くの場合、これらのゲームはアルファ版またはベータ版でのリリースと考えられており、完成予定は数ヵ月または数年先のこともありうる。開発中のゲームを購入するつもりの関心のあるプレイヤーは、制作中のソフトウェアにアクセスすることができ、ソフトウェアをプレイしたりストレステストを行うことが推奨されている。彼らのフィードバックは、開発者が最終リリースを見越してゲームの方向性、芸術性、ソフトウェアのメカニクスを調整するのに役立つことになる。ゲームがリリースされると、プレーヤーは引き続きソフトウェアにアクセスするか、作品の最終版と追加報酬(サウンドやゲーム内クレジットに名前の記載など)を入手する手段が与えられる。これらのプレイヤーはゲーム完成への資金を援助することになるが、ゲームが最終リリースに達することは決してない事態に陥り得るリスクを取ることにもなる。早期アクセス状態のゲームの予備的な口コミからさらなる利益がもたらされ得る。プレイヤーは通常早期アクセスに参加する際に機密保持契約にとらわれないため、ソーシャルメディア上にレビューを提供したり、ストリーミング放送でゲームをプレイしたりすることができ、それが作品の関心を呼び起こすことになりうる。
このモデルで最もよく知られる初期の例の一つが『マインクラフト』である。2009年にマルクス・ペルソンが常勤の仕事の傍ら同作の開発(当初はインターネットブラウザ用)を始めた。ゲームのアルファ版はリリースから1ヶ月以内にかなりの人気を得たことを証明し、ペルソンはプレイヤーが10ユーロ(約15米ドル)を支払いゲームを入手できる手段を追加したことで彼が同作の開発を継続できた。ゲームの売上が上昇していったことで、約8ヶ月後に彼はゲームをフルタイムで開発するために仕事を辞めることができ、より大規模な開発チームを連れてくるために「Mojang」を設立した。マインクラフトは開発期間を通じて早期アクセスを提供し続けそれらを購入した人は無料で最終版(2011年11月リリース)をもらえることを保証した。これより前に約200万人のプレイヤーがアルファ及びベータ段階でのリリースを購入しておりこれらの初期の売上が3300万ドル以上に上った。マインクラフトの成功により早期アクセスアプローチがインディー作品を販売するための人気の手法へと変化してくことにつながった。

## アプローチ
早期アクセスを支援するために一部のデジタル配信ストアでは開発者が早期アクセス下で作品を提供するために使用する販売および供給の仕組みを提供している。これらのストアはサービスの対価として売上の一部をとっているが、ストア側はまたクレジットカードやPayPalのようなサービスでの決済、ソフトウェア配信の帯域幅、他のデジタルストア用のキーの償還、ストア内での宣伝などの複雑な問題も処理している。 デジタル配信ストアのDesuraは、2011年にインディーの開発者が今後の作品を販促しやすくするためのアルファ資金調達の取り組みを開始した。Valve Corporationは2013年3月にSteamに早期アクセスを導入し、開発者はSteamストアとSteamworks APIを利用できるようになった。デジタル配信ストアのGOG.comは、2016年1月にSteamのものと類似した早期アクセスプログラム「Games in Development」を開始したが、ストアの哲学であるDRM(デジタル著作権管理)フリー作品を維持しており、サービスを使用している作品を吟味するためのより多くのキュレーションを提供している。 GOGは早期アクセス作品用の14日間の無条件払い戻し方針を策定しており、それにより購入者の潜在的リスクの一部を排除した 。itch.ioは2016年5月にリファイナリー早期アクセスプログラムを導入した。これにより、開発者はユーザー数を限定したアルファ版や招待制のベータ版などの早期アクセスモデルから選択することができた。
Humble Bundleグループは、ゲームへの早期アクセスを販売したいインディーゲーマー向けのストアと配信方法を提供する「Humble Store」を開設した。また、Steamを利用しようとする開発者向けに、これらの作品がストアに掲載されたらSteamの償還キーを提供できるようにする仕組みを提供している。またプレイヤーが基本費用に加えて、開発者に支払いをしたりチップを投じたりできるようにする方法を組み込んでいる。
家庭用ゲーム機メーカーも早期アクセスの成功を見ており、ゲーム機ユーザー向けの同様の独自プログラムを作成した。2014年7月にソニー・コンピュータエンタテインメント(現ソニー・インタラクティブエンタテインメント)は、Steamモデルに倣ったPlayStation 4の独立開発者向けの早期アクセスプログラムの作成を検討していると述べ、2015年9月にゲーム『Dungeon Defenders II』でこのアプローチを開始した 。2015年6月にマイクロソフトは同様にXbox Oneのダッシュボードプレビューに関わっているユーザー向けにXbox Game Previewプログラムを開始し、その後同プログラムをXbox OneとWindows 10の両方の全ユーザーに完全に展開する予定である。Xbox Game Previewプログラムの早期アクセスタイトルには、他の早期アクセスの手法とは異なりゲームの購入前にゲームを試遊する機会を与えるために現在の開発状況における無料のゲームデモが含まれている。このサービスは、早期アクセス作品『The Long Dark』と『Elite：Dangerous』で開始された。GoogleはAndroidデバイス用のGoogle Playストア向けの同様の早期アクセスプログラム(2016年中頃開始)を提供した。
早期アクセスを利用する作品の大半は独立開発者によるものであるが、一部のAAA(大手)開発企業も通常の開発段階を増強するためのアプローチとして早期アクセスを利用している。「コードマスターズ」は『Dirt Rally』の開発をしやすくするためにSteamの早期アクセスを利用した。ニッチなレーシング作品の完全な開発を続行するかどうかの決定を下す必要があった時点で、同社は早期アクセスを使用して開発中のゲームの洗練されたバージョンを提供し、 ゲームへの関心を測りプレイヤーからのフィードバックを得てシリーズの過去作でプレイヤーに起きていた問題を修正した。 約1年後、コードマスターズはゲームを完成させることと、同作の家庭用ゲーム機バージョンをPC版と共に彼らのパブリッシャーと生産することに自信を示した。Ubisoftは、『Tom Clancy's Ghost Recon Phantoms』(旧名Ghost Recon Online)の主な開発作業が完了した後、ゲームの最終版を微調整するため早期アクセスを利用してプレイヤーの反応を取り入れた。
早期アクセスはしばしば他の資金調達手段と結びつくことがある。Kickstarterや他のクラウドファンディングの仕組みを使ったゲームでは、支援者への早期アクセスが含まれ、後にその資金調達に参加しなかった人達でも早期アクセスを購入できるようになり、さらなる拡張のために追加資金を提供するのに役立つ。 この用語は、ゲームが完成したとして一般発売されたが、大量のソフトウェアバグを解決したりリリース時に失われていた機能を追加したりするための多くのアップデートまたはパッチをいまだに必要とするゲームを侮蔑的に表現する際にも使用されうる。『No Man's Sky』『Mass Effect: Andromeda』『Sea of Thieves』などの正式リリースされたゲームは批評家達によりこのようなのが「早期アクセス」だとして否定的に呼ばれている。

### Steam早期アクセス
「Steam早期アクセス」リリースサービス（Valve Corporation運営）は販売および配信用の独自のSteamソフトウェアを使用している。このプログラムは2013年3月20日に開始され、当初は12本のゲームがその対象となった。ゲームがリリースされる前に、ゲームの改善のために開発者はSteam早期アクセスの購入者達(ゲームの制作資金を提供)からのフィードバックを求めた。それらのリリース後、ValveはSteam Greenlightプログラムから採用した作品をSteam Greenlight承認作品に追加するだけでなくSteam早期アクセスに追加する計画を建てた。

## 早期アクセスを利用している有名なゲーム
マインクラフトに加えて、早期アクセスアプローチ利用の成功例と考えられているゲームがあり、以下のリストはその一部である。

### 現行
- 『SCUM』…Gamepiresが開発する2018年のサバイバルゲームで、早期アクセス初日に25万本を販売し、3週間以内に100万本以上売り上げた[23]。
- 『Star Citizen』…2011年から開発が始まっており、2013年にKickstarterキャンペーンを通じて発表された[24][25][26]。

### 元
- 『Ark：Survival Evolved』…2015年の早期アクセスでのリリースから1ヵ月以内に100万本以上を販売し、2年後の正式発売時までに900万本以上売れていた[27][28]。
- 『Besiege』はゲームプレイ用の強力なキャンペーンなしで早期アクセスが開始されたが、同作の非常に洗練されたビジュアルがユーザーをゲームに惹きつけた。Steam Spyによれば、早期アクセスになった最初の年内に同作は100万本以上売れた[29][30]。
- 『Conan Exiles』…Steamの早期アクセスでリリース後1週間以内に32万本を販売し、開発企業Funcomの既存開発コストを完全に補填し、コミュニティからのデータでゲームをさらに洗練させた[27]。同作は約15ヶ月後の2018年5月に早期アクセスから離脱したが、この時点以前までに100万本以上の売上を達成していた[31]。
- 『Darkest Dungeon』…本作は早期アクセス期間中にアップデートを徐々に増やしていき、数多くのゲームプレイのメカニックシステムを追加した。開発企業のRed Hook Studiosはゲームプレイを変えるある特定のメカニックを追加したことでそれがゲームにとって致命的だと感じたプレイヤー達からの大量の否定的なフィードバックに対応しなければならなくなった。スタジオは、早期アクセスから最終版が発売されて一週間後までの期間に65万本以上の売上があったと報告した[29][32]。
- 『DayZ』… ゾンビベースのマルチプレイヤーゲーム。同作は早期アクセスになった一週間以内に40万本以上売り上げた[33]。
- 『Dead Cells』…ローグライクとメトロヴァニアのマッシュアップゲーム。約1年4か月間早期アクセスを経験し、プレイヤーからの評価を利用して機能の改善を行った。2017年8月の正式リリース前に、デベロッパーのMotion Twinは同作が85万本以上売れたと発表した[34]。
- 『Don't Starve』は独自の早期アクセスアプローチとSteamのバージョンの両方を使用して機能を段階的に追加し、プレイヤー層からのフィードバックを得て、この期間中にプレイヤーをゲームに惹きつけておくため新たな拡張として新要素を追加していった[29]Klei Entertainmentは、その後の作品『Invisible、Inc.』および『Oxygen Not Included』にも同様の早期アクセス開発の過程を利用している[35][36]。
- 『フォートナイト』(Epic Games制作)…2017年7月頃から2回のクローズドベータ期間を経て有料の早期アクセス期間を利用した。この創設者の期間に購入したプレイヤーは、ゲームが正式リリースされると追加の利益を得ることになる。 Epicは、リリースから1週間以内に50万人以上のプレーヤーがこの早期アクセス期間に購入したと報告している[37][38]。同作の早期アクセス期間は開始から約3年後の2020年6月30日に終了したが、Epic Gamesは同作のストーリーモード『世界を救え』を基本プレイ無料（F2P）にするという過去の約束を反故にした[39]。
- 『Kerbal Space Program』…Minecraftと同様のモデルに続き、Steamの早期アクセスプログラムに移行し、数百万本を販売した[40]。
- 『PlayerUnknown's Battlegrounds』(PUBG)…2017年3月下旬にSteamの早期アクセスプログラムでリリースされ、頻繁な更新を通じて6ヶ月以内に早期アクセスを完了することを計画していた。6ヶ月以内にPUBGは1000万本以上を販売し、1億米ドル以上の収益を得た[41][42]。2017年12月に完全版リリースまでにPUBGは総プレーヤー数が3000万人以上だと報告した。このプレイヤー数は中国の同作の人気に支えられたものである[43][44]。
- 『Prison Architect』…本作の売上は25万本以上になり約800万米ドルの収益を得た一方で、同作は現在も早期アクセス状態が継続している[45]。
- 『Subnautica』…2014年12月の早期アクセスではほどほどの反応であったが、開発者は非常にオープンな開発プロセスを継続し、ユーザーにプロジェクト計画書類の一部を直接見て、ゲームから直接フィードバックを提供できる手段を提供した。 これにより、ゲームは早期アクセスの過程で洗練され、好評を得ることができ、家庭用ゲーム機でのさらなるリリースにつながった[29]。
- 『The Long Dark』…荒野のサバイバルゲーム。ゲームの現在のサンドボックスモードでの自分の冒険を早期アクセスのユーザー達がゲームのフォーラムにシェアしていた。開発者のHinterlandはこの間接的なフィードバックの一部からゲームを改善しストーリーモードを作成するためにそれらをこっそりと利用した[29]。
- 『Unturned』…ゾンビサバイバルゲーム。早期アクセスにおいてプレイヤーがゲーム用のコンテンツを作ることができ、それをSteam community Workshopからプレイヤーがダウンロードすることができ、また時々ゲーム開発者が直接ゲーム内に追加することもあった[46][47]。

### 失敗したゲーム
早期アクセスアプローチが失敗した有名な例も存在する。ゲーム『Earth: Year 2066』は数々の約束した機能と共にSteamの早期アクセスに置かれたが、本作がプレイできなくなる多数のプログラムのバグが作品に存在することを購入者により発見され、作品ページで約束されていたことを守れず、商業ゲームエンジンから多数のアセットを利用していた。The Escapistのジム・スターリングを含む多数のユーザーが開発企業の「Killing Day Studios」を早期アクセスプログラムを悪用していると呼び、Valveに対してはゲームプレイを誇大に表現しているとして作品の撤去を求めた。Valveは後に作品を撤去・返金し、早期アクセスを利用している開発者は自分達のゲームの販促や価格付けを行う権利を有しているが、「Steamはゲームのマーケティングにおいて開発者に誠実さを要求している」と指摘した。
別の失敗例として『Spacebase DF-9』がある。Double Fineの開発チームはいくつかの機能とゲームプレイの改善計画を時間をかけて提示したが、後にDouble Fineはフルタイムの開発の終了を決め同作の早期アクセスを離脱した。ゲームは十分プレイ可能であったが予定されていた機能の多くを欠いていた。同社はゲームの致命的なバグの修正の継続とSteamのWorkshopチャンネルを経由したユーザーModのサポートを行う予定であったがゲーム自体に新たなコンテンツを追加する予定はなく、予定されていた機能を待ち望んでいたゲームのプレイヤーを失望させることになった。バージョン1.0がリリースされたすぐ後にプログラマー及びプロジェクトリードのJP LeBretonを含む従業員12人がレイオフされた。その後Double Fineフォーラムにおいて、今後のパッチの計画はなく、プロジェクトに割り当てられたチームはないことが発表され、Steam Workshopの導入は放置された。Double FineのTim Schaferは、DF-9は彼らの早期アクセスアプローチの最初の実験であり、早期アクセスにおいてのゲーム売上から得た金額では制作費を賄えず予定目標に到達するための予定表は数年先になるだろうと述べた。

## 評価
ゲームの批評家は全般的に早期アクセスのゲームについて最終的な採点レビューをする代わりにゲームにおける暫定的な解説を提供する方針を策定した。 Polygonは、消費者に販売されているあらゆる製品について消費者への解説を提供すべきであると感じているが、早期アクセスタイトルはまだ制作中であることを認識しているため、通常の作品レビューとは異なる方法で扱うと述べている。Eurogamerは、更新されたレビューポリシーの一環として、発売されたゲームの小売版のみを正式にレビューするが、早期アクセス開発中のゲームの初期印象を提供する可能性があるとしている。
早期アクセス状態のゲームは、厳密に言えばまだ発売されておらず詳細な批判的評価を受けていないため、業界のトップ賞に考慮されないことが一般的である。 しかし、早期アクセスゲームがこれらの賞の資格があるかどうかという問題は、2017年に『PlayerUnknown's Battlegrounds』(PUBG)が「The Game Awards」の「Game of the year」を含むいくつかの賞にノミネートされたときに提起された。 当時、PUBGは初の非早期アクセスリリース目前であったが、まだ正式に非早期アクセス作品として発売されていなかった。Gamasutraは、早期アクセスのコンセプト、特にSteamのアプローチをゲーム業界が向かう方向性を定義した2013年の5つのトレンドの一つと考えた。
早期アクセスのアプローチは一部から批判されている。PolygonのBen Kurcheraは早期アクセスモデルは未完成のゲームの使用を「正当なビジネス戦略」として有効にするものだと述べた。早期アクセス作品を購入する人は、プレイしたり、テストしたり、開発者にデータを提供したりするために未完成のゲームを手に入れるが、これらの人々はまた作品が決して完成しないまたは平均以下の作品となるリスクを背負うことになる。2014年11月時点のSteam早期アクセスを用いた研究では、早期アクセスとして提出された作品のわずか25％しか最終リリース形式になっていないことが判明した。Steamのプロフィールを通じてゲームの売上を推計するツール「Steam Spy」の作成者であるSergey Galyonkinは、一般的な考え方とは逆に、早期アクセス作品は早期アクセスを離脱した時の第二のブーストとは対照的にSteamで早期アクセスとして最初にリリースされたときのみ主要な売上ブーストが生じることを確認した。
Spacebase DF-9のような一部の早期アクセス作品の失敗で、利用しているゲームが完成作品の品筆保障がないため2014年までに早期アクセスはネガティブな意味合いを持つようになり、Steamの早期アクセスの場合、ゲームがストアの説明に沿っているかどうか確認するためのSteamによるキュレーションとテストが欠如していた。一部のプレイヤーは、最初に早期アクセスでの導入で次にその後の完全版の発売でゲームが二回販促される可能性の「ダブルディップ」(二重取り)効果についても懸念を示している。2014年11月、Valveは開発者向けの早期アクセスルールを更新し、懸案事項に対処した。 これらの声明の中には、早期アクセスのゲームはプレイ可能なアルファまたはベータ状態であるべきこと、ゲームの最終版がどのようなものになるのかについての明確な見込みがあること、開発者がゲーム制作を続ける意向であること、最終的に完成版をリリースするために財務的に安定しているべきであることが含まれていた 。2014年以降、開発者が計画的なエンタテイメント要因と技術的安定性を持つ十分なゲームの基盤を作り、徐々に追加コンテンツをリリースし、 早期アクセスプレーヤー層から寄せられたアイデアを観察・調整することで開発者が発売用のプロジェクトをさらに洗練化するために早期アクセスはより受け入れられるようになった。
上記の懸念の観点からコメンテーターから早期アクセスアプローチを上手く利用しているとみなされている作品は一般的に完成間近の作品を提供し、頻繁で継続的なコンテンツの更新や開発者とプレイヤーの直接的やりとりを行い最終リリース前の作品の改良を行う。 ローグライク機能を備えたゲームは、早期アクセスを利用するのに適しているため、開発者はプレイヤーのフィードバックで手続き型生成システムを調整することができる。 そのような方法でSteamの早期アクセスを利用した作品として『Invisible、Inc.』『Nuclear Throne』『Armello』『Broforce』『Prison Architect』『Darkest Dungeon』『Besiege』『Infinifactory』『Subnautica』『ARK: Survival Evolved』などがある。